# 謝爾諾布 (密蘇里州)
謝爾諾布（英語：Shell Knob）是位於美國密蘇里州巴里縣及斯通縣的普查規定居民點。

## 歷史
謝爾諾布的郵局自1872年營運至今。

## 人口
根據2020年美國人口普查的數據，謝爾諾布的面積為33.43平方千米，當中陸地面積為24.55平方千米，而水域面積為8.88平方千米。當地共有人口1254人，而人口密度為每平方千米37.51人。